# Ovada
Ovada (piemontiul: Ovà, ligur nyelven: Oâ) település Olaszországban, Piemont régióban, Alessandria megyében. Lakosainak száma 10 779 fő (2023. január 1.).